# Raúl Bobadilla
Raúl Marcelo Bobadilla (Clorinda, 18 de junho de 1987) é um futebolista argentino-paraguaio que atua como centroavante. Atualmente joga no Aarau.

## Carreira
Bobadilla começou sua carreira no River Plate, mas ainda jovem transferiu-se para o Concordia Basel, que disputava a Swiss Challenge League na temporada 2006–07. Murat Yakın era o treinador na época, e para Bobadilla foi uma temporada de muito sucesso. O jogador marcou 18 gols em 28 jogos no campeonato, terminando em terceiro na artilharia. Yakin deixou Concordia e foi para o Grasshopper como treinador assistente do Hanspeter Latour para a Super League 2007–08 e levou Bobadilla com ele. Bobadilla continuou em boa forma de goleador, tornando-se o atacante titular. Bobadilla terminou em segundo lugar na lista de artilheiros no final da temporada e foi selecionado para a final quatro jogadores para o jogador da Liga Suíça do ano para a temporada 2007–08, que foi vencida por Hakan Yakın.

### Borussia Mönchengladbach
Bobadilla assinou com o Borussia Mönchengladbach em 11 de junho de 2009, mas retornou à Suíça em 2012, para jogar pelo Young Boys.

### Basel
Em 3 de janeiro de 2013, o Basel anunciou que Bobadilla assinou um contrato até 2017.
Ele fez sua estreia na liga pelo Basel em 1 de abril, na vitória por 4–0 fora de casa contra o Luzern, sendo substituído aos 77 minutos do jogo. Ele marcou seu primeiro gol pelo seu novo clube em 1 de junho de 2013 na vitória por 1–0 em casa no St. Jakob-Park contra o St. Gallen. No final da temporada da Super Liga Suíça de 2012–13, Bobadilla ganhou o título do campeonato  e foi vice-campeão da Copa da Suíça com o Basel. Na Liga Europa da UEFA, o Basel avançou até às semifinais, onde enfrentou o atual detentor da Liga dos Campeões da UEFA o Chelsea, mas eles foram eliminados perdendo ambas as partidas e sendo derrotados por 5–2 no placar agregado.

### Augsburg
Em 15 de agosto de 2013, o Augsburg anunciou a contratação de Bobadilla assinou um contrato até 30 de junho de 2016.
Em 9 de maio de 2015, Bobadilla marcou o único gol da vitória do Augsburg fora de casa no Bayern de Munique, que já havia conquistado o título da liga, um calcanhar após cruzamento de Pierre-Emile Højbjerg, que estava emprestado do adversário. Aos 14 minutos, sofreu falta do goleiro Pepe Reina por pênalti, resultando na expulsão de Reina, mas o chute de Paul Verhaegh acertou a trave com Manuel Neuer a assumir a baliza.
Bobadilla terminou a temporada de 2014-15 como o artilheiro do Augsburg, com 10 gols em todas as competições.

### Retorno ao Borussia Mönchengladbach
Em 17 de agosto de 2017, após quatro anos em Augsburg, Bobadilla retornou ao Borussia Mönchengladbach com um contrato de dois anos.

### Argentinos Juniors
Depois de passar um ano no Borussia Mönchengladbach, Bobadilla acertou com o Argentinos Juniors em 2018.

### Guaraní
Em 27 de dezembro 2019, Raúl Bobadilla foi emprestado ao Guaraní, do Paraguai.

### Fluminense
Em 13 de abril de 2021, Bobadilla acertou com o Fluminense por um ano, assinando por empréstimo. O jogador foi anunciado oficialmente no dia 17 de abril.

## Títulos
Basel
- Super Liga Suíça: 2012–13